# Mociesze
Mociesze – wieś w Polsce położona w województwie podlaskim, w powiecie monieckim, w gminie Jaświły.
Wieś królewska (sioło) Mocziesze, należała do wójtostwa jaszwiłowskiego starostwa knyszyńskiego w 1602 roku. W latach 1975–1998 miejscowość administracyjnie należała do województwa białostockiego.
Wierni kościoła rzymskokatolickiego należą do parafii Najświętszego Serca Pana Jezusa w Jaświłach.